# Сант'Андреа (Лече)
Сант'Андреа (итал. Sant'Andrea) је насеље у Италији у округу Лече, региону Апулија.
Према процени из 2011. у насељу је живело 6 становника. Насеље се налази на надморској висини од 10 м.